# Drago Balent
Drago Balent, slovenski profesor športne vzgoje in politik, * 20. oktober 1958.
Med 11. januarjem in 30. septembrom 2001 je bil državni sekretar Republike Slovenije na Ministrstvu za šolstvo, znanost in šport Republike Slovenije.